# John Carden
John Valentine Carden (ur. 6 lutego 1892 w Londynie, zm. 10 grudnia 1935) – brytyjski konstruktor broni pancernej.

## Życiorys
John Carden urodził się 6 lutego 1892 w Londynie. Pochodził z irlandzkiej rodziny arystokratycznej, od 1931 nosił tytuł 6. baroneta Carden of Templemore in Tipperary. Kształcił się w Harrow School w Londynie.
Carden okazał się utalentowanym inżynierem-mechanikiem samoukiem, bez wykształcenia w tym kierunku, jego główną pasją stały się pojazdy mechaniczne oraz lotnictwo. W latach 1914–1916, następnie 1920–1925 prowadził niewielką wytwórnię lekkich samochodów osobowych własnej konstrukcji, pod marką Carden, następnie New Carden. Pierwszym z nich był jednoosobowy Carden Cycle Car. Podczas I wojny światowej służył w korpusie transportowym Royal Army Service Corps (RASC), uzyskując stopień kapitana. W rozwoju jego dalszych projektów pomogła mu służba przy wojskowym sprzęcie gąsienicowym – traktorach Holta. Po wojnie powrócił początkowo do konstrukcji samochodów, jednakże w 1922 lub 1923 poznał konstruktora Viviana Loyda, z którym założył małą firmę Carden-Loyd Tractor Company w Chertsey pod Londynem. Razem rozpoczęli prace nad konstrukcją ciągników gąsienicowych, głównie do zastosowań militarnych. Głównym konstruktorem w zespole był Carden, a Loyd odpowiadał głównie za kwestie organizacyjne i marketingowe.
Sukces Cardenowi i Loydowi przyniosła konstrukcja tankietek – małych czołgów z załogą jedno- lub dwuosobową, powstałych dla wypełnienia popularnej wówczas idei wyposażenia każdego żołnierza w środek transportu i karabin maszynowy. Pierwsza jednoosobowa wersja tankietki, Carden-Loyd One Man Tankette powstała w 1925. W ciągu następnych kilku lat powstały kolejne modele: jednoosobowe Mark I do III i dwuosobowe Two Man Tankette, Mark IV i Mark V, budowane w małych seriach. Ponieważ projekty te były obiecujące, firma Carden-Loyd została w marcu 1928 wykupiona przez koncern zbrojeniowy Vickers, a Carden został zatrudniony jako dyrektor techniczny Vickersa. W tym czasie powstała ich najbardziej znana konstrukcja: Vickers Carden Loyd Mark VI, która stała się klasyczną konstrukcją tankietki, wyprodukowaną w liczbie kilkuset sztuk i eksportowaną do 16 krajów. Kilka krajów, w tym Polska i ZSRR, zakupiło jej licencję. Stała się ona jednym z najszerzej rozpowszechnionych i najbardziej znanych czołgów lat 30., a późniejsze tankietki budowane w innych krajach były w większości albo rozwinięciem Carden-Loyda Mk VI, albo nim inspirowane (w tym polskie TK-3 i TKS i radzieckie T-27).
Carden i Loyd konstruowali następnie też czołgi lekkie, jak serie eksportowych czołgów Vickers-Armstrongs Commercial Light Tank i czołgów Light Tank używanych przez armię brytyjską, w tym najliczniejszy Light Tank Mk VI, a także pierwszy na świecie czołg pływający Vickers-Carden-Loyd Amphibian Tank. Brali ponadto udział w konstrukcji czołgu Vickers E. Opracowali też kilka lekkich ciągników artyleryjskich i transporterów, w tym VA D50 – prototyp późniejszego transportera Bren Carrier. Konstrukcje Cardena i Loyda wprawdzie nie były produkowane w obiektywnie wielkich seriach (poza Bren Carrierem), ale jak na lata 30. były to duże wartości. Dzięki szerokiej reklamie kupowane były przez liczne państwa, a co więcej, stawały się bazą lub inspiracją dla wielu konstrukcji zagranicznych. Rozwiązania techniczne ciągnika gąsienicowego Carden-Loyd Light Tractor wykorzystali Niemcy do konstrukcji czołgu PzKpfw I.
Pasją Johna Cardena było ponadto lotnictwo, sam pilotował samolot. Zbudował ultralekki samolot amatorski Flying Flea (podniebna pchła) z ulepszonym przez siebie silnikiem Forda, o mocy podniesionej z 10 do 31 KM. W 1935 założył wytwórnię silników lotniczych Carden Aero Engines Ltd. Razem z konstruktorem szybowców L.E. Baynesem założył ponadto spółkę Carden Baynes Aircraft Ltd, produkującą motoszybowce Carden Baynes Auxiliary.
John Carden zginął w katastrofie lotniczej 10 grudnia 1935, wracając z Belgii samolotem linii Sabena, który rozbił się w burzy pomiędzy Tatsfield a Biggin Hill pod Londynem. Podejrzewano sabotaż niemiecki, w związku z wyposażeniem w czołgi armii belgijskiej.
John Carden był kawalerem (Member) Orderu Imperium Brytyjskiego (M.B.E.). Był dwukrotnie żonaty.